# Arapesh
La tribu des Arapesh est originaire de Papouasie-Nouvelle-Guinée dans la région du Sepik. Elle parle la langue arapesh et compte 5000 individus. 
On distingue trois tribus Arapesh : les Arapesh de la côte, les Arapesh des plaines et les Arapesh des montagnes. Cette tribu s'autosuffit tant au niveau du commerce, qu'au niveau des rapports qu'entretiennent les individus entre eux. C’est une communauté douce et non violente basée sur la non-propriété, le partage et également le respect. De plus, ses habitants sont attentifs aux besoins des autres. 
Bernard Narokobi, philosophe et homme politique, est issu du peuple arapesh.

## Activités
Leurs activités sont diverses telles que la culture de tubercules, d'arbres fruitiers, l'élevage porcin, la chasse mais également la construction de maisons. Le commerce se fait par troc, ainsi de nombreux échanges commerciaux s'effectuent chaque jour. Leur vie difficile ne leur permet pas de se consacrer à d'autres activités. 
De plus, au cœur de cette tribu tout le monde vit de dons et personne ne peut se passer de la coopération collective.

## Organisation des villages
Il règne un réel esprit pacifique au-dessus des villages Arapesh. Les villages Arpesh ne comprennent qu'une dizaine de maisons dont les jardins sont relativement éloignés de ces dernières. Au cœur des jardins il existe une division de culture selon les sexes. En effet les femmes arapesh cultivent des taros et des bananiers et les hommes cultivent des ignames.
Entre les villages s'organisent des fêtes, des mariages et parfois des querelles. Ces villages se caractérisent néanmoins par leur tranquillité, sociabilité et générosité. 

## Rites et croyances
Les Arapesh ont un système de croyance mais également de valeurs basés autour de la famille et de l'éducation des enfants. Or, la culture de cette tribu est en proie à des tabous et à un système de croyances complexe qui est basé sur la peur.  En effet, les Arapesh croient au Marsaläï qui est un être surnaturel (sous forme animale plus ou moins fantastique) vivant à la limite du territoire familial. Cette croyance signifie que les esprits des morts détiennent réellement la terre et les biens. En effet, les Marsaläï punissent par exemple les étrangers qui chassent sur leur territoire, punissent également ceux qui négligents leurs ancêtres etc. C'est la raison pour laquelle des sorciers sont présents au sein de cette tribu afin d'exercer leur pouvoir.
De plus, un autre rite interdit aux Arapesh de consommer leurs propres produits. Les Arapesh ne doivent par exemple pas manger le cochon qu'ils ont élevé.

## Sexe et éducation
Au sein de ces tribus, le sexe n'a aucune valeur. En effet, les couples vivent ensemble pendant des années sans avoir aucune relation sexuelle. De plus, la différence entre les sexes n'est pas présente au sein de cette tribu. L'anthropologue Margaret Mead écrit : « L’idéal arapesh est celui d’un homme doux et sensible, marié à une femme également douce et sensible ». « En effet, dès le plus jeune âge, filles et garçons apprennent le sens de la solidarité mais également à éviter les attitudes agressives et à porter attention aux besoins et aux désirs d'autrui ». Chez les Arapesh, l'ordre social s'organise en fonction de l'attention portée aux enfants, et la douceur, l'altruisme, la délicatesse sont des valeurs partagées par les deux sexes. Ainsi, comme l'énonce Margaret Mead : « Ni les hommes ni les femmes n'ont le sentiment que la sexualité est une force puissante dont ils sont esclaves », cette dernière met donc en évidence l'influence des institutions et des coutumes sur la personnalité. Ce peuple n'a donc pas le besoin d'exprimer une différence entre les sexes.
Les Arapesh sont de ce fait pour la quasi-totalité des êtres paisibles, passifs et confiants. Ce comportement est ainsi dû à leur éducation, donnée dès le plus jeune âge. L'enfant arapesh est choyé, il est sujet d'attention particulière et est peu séparé de sa mère,.